# Егоров, Михаил Васильевич (конный разведчик)
Михаил Васильевич Егоров (1896—1949) — участник Первой мировой и Гражданской войн, дважды Краснознамёнец (1919, 1922).

## Биография
Михаил Егоров родился в 1896 году. Служил в царской армии, участвовал в боях Первой мировой войны. В 1918 году Егоров пошёл на службу в Рабоче-крестьянскую Красную Армию. Участвовал в боях Гражданской войны, будучи сначала красноармейцем, а затем начальником команды конных разведчиков 1-го Заволжского стрелкового полка. Неоднократно отличался во время боевых действий.
Особо отличился во время боёв на Украине. Приказом Революционного Военного Совета Республики № 144 от 19 июня 1922 года бывший начальник команды конных разведчиков Михаил Васильевич Егоров был награждён первым орденом Красного Знамени РСФСР.
В последующих боях вновь отличился и был повторно представлен к награде. Приказом Революционного Военного Совета Республики № 144 от 19 июня 1922 года бывший начальник команды конных разведчиков Михаил Васильевич Егоров вторично был награждён орденом Красного Знамени РСФСР (оба ордена получил одним из тем же Приказом).
В 1921 году Егоров был демобилизован. Находился на хозяйственной работе. В 1933 году вышел на пенсию. Умер в 1949 году.